# Grande balzo in avanti (antropologia)
Il grande balzo avanti o modernità comportamentale (in inglese Behavioral modernity, in francese Modernité comportementale, in spagnolo Modernidad conductual) è un termine usato in antropologia, archeologia e sociologia che si riferisce alla serie di trasformazioni che, all'inizio del Paleolitico superiore, hanno portato gli esseri umani moderni ad essere ciò che sono, distinguendosi dai loro antenati e da altre linee estinte di ominidi. Lo storico Yuval Noah Harari definisce quest'insieme di trasformazioni "Rivoluzione cognitiva". Precedentemente, anche lo storico Richard Klein ha affermato che il cambiamento che hanno vissuto gli esseri umani nel Paleolitico superiore "...segna la trasformazione più fondamentale del comportamento umano che le testimonianze archeologiche potranno mai rivelare".
Con il grande balzo in avanti, Homo sapiens comincia a mostrare la presenza di un pensiero simbolico e a esprimere una creatività culturale. Si pensa che questo passaggio sia associato con l'origine del linguaggio. il pensiero astratto, la pianificazione approfondita, l'arte figurativa, la musica e la danza.
Esistono molte teorie sull'evoluzione della modernità comportamentale. Questi approcci tendono a dividersi in due campi: cognitivo e gradualista. Il concetto di "grande balzo in avanti" ha avuto una certa diffusione, ma nondimeno è stato oggetto di critiche da parte di chi segue il gradualismo, ossia da chi ritiene che il comportamento umano attuale sia il risultato di modifiche graduali e che non sia possibile identificare un periodo cruciale di cambiamento.

## Tappe
Il "grande balzo in avanti" comprende vari momenti di crescita e di discontinuità rispetto al passato, ovvero:
- pensiero simbolico, vale a dire la forte tendenza all'elaborazione di concetti astratti;
- spiccate capacità relazionali;
- esplosione della produzione di rappresentazioni artistiche;
- ritualizzazione di pratiche di sepoltura;
- comparsa dei primi interessi per la comprensione dei fenomeni naturali.

Tutto questo avverrà in contemporanea con "la prima espansione certa dell'uomo oltre i confini dell'Eurasia e dell'Africa; furono infatti occupate l'Australia e la Nuova Guinea, allora unite a formare un unico continente." 
Sempre secondo le moderne teorie dell'evoluzione umana si può immaginare la nascita da un ramoscello laterale dell'evoluzione della prima specie biologica autocosciente in grado di porsi domande sul proprio destino e, dopo qualche millennio, sulla propria evoluzione.

## Principali teorie
Esistono due principali teorie sull'origine del linguaggio umano moderno.
- Una di esse sostiene che il grande balzo avanti sarebbe avvenuto come un fatto improvviso circa 50.000 anni fa, probabile risultato di una importante mutazione genetica o la risultante di una riorganizzazione del cervello umano che guida l'emergere dei linguaggi naturali umani moderni.[9] Chi propone questa teoria si riferisce a questi eventi col nome di "Grande balzo in avanti" (Great Leap Forward)[10], o "Rivoluzione del Paleolitico superiore" (Upper Paleolithic Revolution).
- La seconda teoria sostiene che non vi fu nessuna singola rivoluzione cognitiva o tecnologica. I sostenitori di questa ipotesi propongono l'idea che il linguaggio (e in genere il comportamento umano attuale) sia il risultato di un graduale accumulo di conoscenze, capacità e cultura, occorso nel giro di centinaia di migliaia di anni di evoluzione.[11] I proponenti di questa visione sono Stephen Oppenheimer nel suo libro Out of Eden, e John Skoyles e Dorion Sagan nel testo Il drago nello specchio. L'evoluzione dell'intelligenza umana dal Big bang al terzo millennio[12].